# Multifunkční operační středisko Malovanka
Multifunkční operační středisko Malovanka, přezdívané mozek pražské dopravy, je budované pražské integrované centrum řízení dopravy a vybavenosti městských pozemních komunikací a tunelů, situované v Praze 6-Břevnově v budově nad objektem podzemních garáží nad severním vyústěním Strahovského tunelu severně od Bělohorské ulice mezi hotelem Pyramida a ulicí Na Malovance. Řídicí středisko TSK sem má být po dokončení stavby přemístěno z dosavadní budovy Centrálního dispečinku městské dopravy v ulici Na bojišti na Novém Městě. Podle některých informací či původních plánů se do nové budovy v Břevnově měly stěhovat i dispečinky Dopravního podniku hl. m. Prahy a městské datové centrum, měli zde působit operátoři policie, záchranky, hasičů a mělo zde být sídlo krizového štábu hlavního města Prahy. Stavba byla po odkladech a průtazích zahájena v roce 2015, po přerušení a obnovení výstavby je dokončení plánováno na rok 2025.

## Historie
O výstavbě nové budovy dispečinku rozhodlo městské zastupitelstvo změnou územního plánu města v dubnu 2012, původně měl na místě nad podzemním parkovištěm být park, resp. zatravněná plocha. Proti stavbě se proto původně stavěli také místní obyvatelé. Náměstek primátora Tomáš Hudeček obavy mírnil tvrzením, že budova TSK bude dlouhá maximálně čtyřicet metrů, bude mít jen jedno patro s nástavbou a kolem ní bude veřejně přístupný park.
Původně měla být stavba otevřena společně s tunelovým komplexem Blanka, který byl otevřen v září 2015. Projekt byl rozdělen na dvě etapy, v první etapě měla být postavena budova a druhou etapou mělo být její technologické vybavení.
První dvě soutěže na stavbu a technologie, celkem za 1,1 miliardy korun bez DPH, vypsalo vedení města v roce 2012. Politické vedení města v čele s TOP 09 však zjistilo, že na stavbu nemá v rozpočtu peníze, a proto soutěže nebyly nikdy ukončeny. V lednu 2015 rada města rozhodování o dalším osudu stavby odložila, radní Petr Dolínek chtěl napřed přehodnotit nezbytnost této stavby.
V květnu 2015 rada města po letech odkladů vybrala jako vítěze tendru na stavbu Sdružení pro Malovanku v čele s firmou IMOS Brno, cena zakázky na stavební část měla být 478 milionů korun, náklady včetně technologické části by tak podle odhadů přesahovaly miliardu korun.
Stavba byla zahájena v září 2015, tedy v době, kdy podle původních záměrů měla již být dokončena (některé zdroje uvádějí, že byla stavba zahájena již v roce 2014).
V květnu 2016 byl projekt radou města pozastaven z důvodu změny požadavků města. Jednou ze změn bylo, že se rada města rozhodla ponechat krizové centrum v Nové radnici na Mariánském náměstí. Změny projektu si vyžádal rovněž například požadavek, že policie musí mít speciální místnost pro zbraně nebo že operační pracovníci policie nemohou sdílet sál s operačními pracovníky správy komunikací. Jedním z důvodů zrušení zakázky bylo, že zákon neumožňuje zásadně zvýšit práce původnímu vítězi. Do zakonzervování stavby a udržovacích prací bylo investováno 20 milionů Kč. Technologická zakázka, kterou v roce 2012 získalo sdružení firem kolem ČKD MTS, byla kvůli zastaralosti technologií rovněž zrušena, zakázka za 370 milionů tak měla být vypsána znovu. Za jednoho z favoritů nově vypsané zakázky byla považována společnost VDT Technology, spolupracující s americkou společností BriefCam, která poskytuje technologie videosynopse, u společnosti VDT s nejasným vlastníkem se spekulovalo o napojení na Rudolfa Blažka z okruhu blízkých spolupracovníků bývalého primátora Pavla Béma.
Na přelomu září a října 2019 rada města vyzvala firmy k účasti v soutěži na stavební dokončení budovy o předpokládané ceně zakázky 601 milionů Kč. Do konce roku 2019 měla být dokončena soutěž na výběr projektanta, který měl projekt upravit podle změn zadání, v roce 2020 byl být vybrán dodavatel stavební části, přičemž samotná stavba měla trvat rok a půl, a nakonec měl být vybrán dodavatel technologií. V prosinci 2020 městské zastupitelstvo schválilo vypsání zakázky na dokončení rozestavěné budovy. Předpokládaná hodnota zakázky byla 677 milionů Kč. Koncem prosince 2021 bylo jako vítěz soutěže na stavební část oznámeno sdružení VCES–Metrostav DIZ Praha, nabídnutá cena 630 milionů Kč byla nižší než odhadnutá cena 673 milionů Kč.
V říjnu 2019 zastupitel Ondřej Martan (ODS) shrnul předchozí vývoj tak, že předešlá vedení radnice začala rušit legálně vysoutěžené zakázky kvůli podezřením na cizí zájmy, z nichž se nic nepotvrdilo, nově byly pak zakázky vysoutěženy za cenu až o třetinu vyšší – toto zdražení vyčetl „novým sdružením a aktivistům“ a jejich vlivu na vedení města.
Výstavbu zcela hradí hlavní město Praha, na technologickou část doufá v možnou dotaci z evropských fondů.
V červnu 2019 byl jako termín otevření centra uváděn rok 2022. Začátkem října 2019 uváděl radní Adam Scheinherr předpoklad dokončení v roce 2023. Tisková zpráva z května 2022 hovoří o termínu dokončení v roce 2025. 

## Popis budovy
Budovu tvoří železobetonový monolitický sloupový skelet. Dispozičně a konstrukčně je rozdělený na dvě části: v části A jsou umístěny sály ústředen Technické správy komunikací, středisko odboru krizového řízení Magistrátu hl. m. Prahy a administrativní a sociální prostory. V části B je podzemní parkoviště a technologie dieselagregátu. Plášť objektu tvoří hliníkový prosklený systém se zateplenou železobetonovou konstrukcí.

## Funkce
Podle sdělení primátorova náměstka Adama Scheinherra z října 2019 by v budově měli působit „dispečeři dopravy, technická správa komunikací, městská a státní dopravní policie, záchranka, hasičský sbor a ve výjimečných případech i krizový štáb“, má zde být i záložní datové centrum magistrátu. V budově by mělo pracovat 100 lidí ve 3 podlažích.
Nové řídicí centrum má propojit řízení 660 světelně řízených křižovatek a 5 tunelů, které dosud jsou řízeny samostatně. Provoz má být řízen na základě detekce dopravy senzory a kamerami v celém městě. Jako vzor takto centralizovaného řízení uvedl náměstek primátora Adam Scheinherr město Los Angeles. Od tohoto řešení si náměstek slibuje zvýšení plynulosti dopravy v časech dopravních zácp až o 15 %.